# Robert Pintarič
Robert Pintarič, slovenski kolesar in trener, * 25. marec 1965, Ljubljana.
Pintarič je za Slovenijo nastopil na Poletnih olimpijskih igrah 1996 v Atlanti, kjer je nastopil v cestni dirki  ter na kronometru. V cestni dirki je osvojil 70. mesto, na kronometru pa 32. Leta 1988 je osvojil naslov prvaka na državnem prvenstvu Jugoslavije v cestni dirki, v letih 1987 in 1990 pa je bil tretji.
Po končani športni karieri je postal trener. Pod njegovim vodstvom trenira slovenska gorska kolesarka Blaža Klemenčič, ki je v krosu nastopila na Poletnih olimpijskih igrah 2008 v Pekingu in 2012 v Londonu.